# ماكس شميت
ماكس شميت (بالألمانية: Max Schmidt)‏ هو رسام ألماني، ولد في 23 أغسطس 1818 في برلين في ألمانيا، وتوفي في 8 يناير 1901 في كونيغسبرغ في الإمبراطورية الروسية.